# Tetrazygia
Tetrazygia es un género  de plantas fanerógamas pertenecientes a la familia Melastomataceae. Comprende 22 especies descritas y de estas, solo 9 aceptadas. Es originario de Norteamérica.

## Taxonomía
El género fue descrito por Rich. ex DC. y publicado en Prodromus Systematis Naturalis Regni Vegetabilis 3: 172. 1828.

## Especies aceptadas
A continuación se brinda un listado de las especies del género Tetrazygia aceptadas hasta febrero de 2013, ordenadas alfabéticamente. Para cada una se indica el nombre binomial seguido del autor, abreviado según las convenciones y usos:
- Tetrazygia angustifolia (Sw.) DC.
- Tetrazygia argyrophylla (A. Rich.) Millsp.
- Tetrazygia bicolor (Mill.) Cogn.
- Tetrazygia brachycentra (Griseb.) C. Wright
- Tetrazygia cornifolia (Desr.) Griseb.
- Tetrazygia discolor (L.) DC.
- Tetrazygia eleagnoides (Sw.) DC.
- Tetrazygia hispida (Sw.) Macfad.
- Tetrazygia pallens (Spreng.) Cogn.